# HMCES
HMCES (англ. 5-hydroxymethylcytosine (hmC) binding, ES cell-specific) – білок, який кодується однойменним геном, розташованим у людей на 3-й хромосомі. Довжина поліпептидного ланцюга білка становить 354 амінокислот, а молекулярна маса — 40 575.
| 10         |  | 20         |  | 30         |  | 40         |  | 50         |
| ---------- |  | ---------- |  | ---------- |  | ---------- |  | ---------- |
| MCGRTSCHLP |  | RDVLTRACAY |  | QDRRGQQRLP |  | EWRDPDKYCP |  | SYNKSPQSNS |
| PVLLSRLHFE |  | KDADSSERII |  | APMRWGLVPS |  | WFKESDPSKL |  | QFNTTNCRSD |
| TVMEKRSFKV |  | PLGKGRRCVV |  | LADGFYEWQR |  | CQGTNQRQPY |  | FIYFPQIKTE |
| KSGSIGAADS |  | PENWEKVWDN |  | WRLLTMAGIF |  | DCWEPPEGGD |  | VLYSYTIITV |
| DSCKGLSDIH |  | HRMPAILDGE |  | EAVSKWLDFG |  | EVSTQEALKL |  | IHPTENITFH |
| AVSSVVNNSR |  | NNTPECLAPV |  | DLVVKKELRA |  | SGSSQRMLQW |  | LATKSPKKED |
| SKTPQKEESD |  | VPQWSSQFLQ |  | KSPLPTKRGT |  | AGLLEQWLKR |  | EKEEEPVAKR |
| PYSQ       |  |            |  |            |  |            |  |            |

A: Аланін

C: Цистеїн

D: Аспарагінова кислота

E: Глутамінова кислота

F: Фенілаланін

G: Гліцин

H: Гістидин

I: Ізолейцин

K: Лізин

L: Лейцин

M: Метіонін

N: Аспарагін

P: Пролін

Q: Глутамін

R: Аргінін

S: Серин

T: Треонін

V: Валін

W: Триптофан

Кодований геном білок за функціями належить до гідролаз, протеаз, фосфопротеїнів. 
Білок має сайт для зв'язування з ДНК. 